# Qualquer Coisa
Qualquer Coisa é um álbum de estúdio do cantor Caetano Veloso, lançado em julho de 1975. A arte da capa, uma colagem de quatro fotos de Caetano, faz referência à capa de Let It Be dos Beatles e às serigrafias de Andy Warhol. O álbum contém três regravações de canções da banda inglesa. 

## Faixas
1. "Qualquer Coisa" (Caetano Veloso)
2. "Da Maior Importância" (Caetano Veloso)
3. "Samba e Amor" (Chico Buarque)
4. "Madrugada e Amor" (José Messias)
5. "A tua presença morena" (Caetano Veloso)
6. "Drume Negrinha" (Drume negrita) (Ernesto Grenet)
7. "Jorge de Capadócia" (Jorge Ben)
8. "Eleanor Rigby" (McCartney, Lennon)
9. "For No One" (McCartney, Lennon)
10. "Lady Madonna" (McCartney, Lennon)
11. "La flor de la canela" (Chabuca Granda)
12. "Nicinha" (Caetano Veloso)

| Críticas profissionais | Críticas profissionais |
| Avaliações da crítica  | Avaliações da crítica  |
| Fonte                  | Avaliação              |
| ---------------------- | ---------------------- |
| Allmusic               | link                   |

## Lançamento
O álbum foi lançado juntamente com o Jóia; foi inicialmente pensado como álbum duplo, mas a ideia foi descartada pela gravadora Philips por conta do fracasso de vendas do disco anterior, Araçá Azul. Em uma entrevista cedida ao Jornal do Brasil, em 16 de maio de 1991, quando sua discografia foi relançada em CD, Caetano comenta sobre os dois álbuns:
"Ia ser um álbum duplo, porque eu tinha muito material. Aí resolvi fazer dois discos, cada um com um título. O Jóia era a minha relação com o trabalho limpo, pequenas peças bem acabadas, com a liberdade de Araçá Azul. Não tem nem bateria no Jóia, um instrumento do qual eu não gostava. Cada faixa era uma jóia. Qualquer coisa era o vale tudo, bateria, confusão. O manifesto do Jóia e o manifesto do Qualquer Coisa, lidos juntos, tem um batimento engraçado. O Jóia foi o único que reouvi em CD. Soa tão bonito... Adoro o silêncio do CD. Gosto de Na Asa do Vento e em Minha Mulher é maravilhoso o relaxamento meu e de Gil ao violão, que não encontro em outra faixa de Jóia. Qualquer Coisa é que era relaxado. Gosto da faixa Qualquer Coisa, mas na gravação a canção ficou presa. O Roberto Carlos reclamou que eu não tinha dado pra ele Qualquer Coisa. Devia ter dado. Ia cantar tão lindo, tão profissional. É curioso. A letra mais abstrata do Brasil, cheia de referências, um título de filme de Rogério Sganzerla, todo mundo cantou. Qualquer Coisa vendeu muito mais que Jóia. Uma coisa assim de 60.000 contra 30.000."

## Catálogos
- Philips - LP 6349 142